# Distrikt El Arenal
Der Distrikt El Arenal liegt in der Provinz Paita der Region Piura in Nordwest-Peru. Der Distrikt wurde am 3. November 1874 gegründet. Er hat eine Fläche von 8,29 km². Beim Zensus 2017 lebten 1195 Einwohner im Distrikt. Im Jahr 1993 betrug die Einwohnerzahl 1229, im Jahr 2007 1092. Verwaltungssitz ist die 50 m hoch gelegene Ortschaft El Arenal (auch Arenal) mit 658 Einwohnern (Stand 2017). El Arenal liegt am Südufer des Río Chira 24 km nordnordöstlich der Provinzhauptstadt Paita.

## Geographische Lage
Der Distrikt El Arenal liegt im zentralen Norden der Provinz Paita. Der Distrikt besteht aus dem Ort El Arenal und dem südlich angrenzenden Areal. Ein weiterer Ort im Distrikt ist El Tablazo.
Der Distrikt El Arenal grenzt im Westen an den Distrikt Colán, im Nordosten an den Distrikt Amotape sowie im Südosten an den Distrikt La Huaca.